# Пилас (мифология)
Пилас (Пил, др.-греч. Πύλας) — персонаж древнегреческой мифологии. Царь Мегары. Сын Клесона, отец Скирона. Выдал дочь Пилию замуж за Пандиона. Пилас убил брата своего отца Бианта и передал власть Пандиону, сам же отправился в Пелопоннес и основал город Пилос Построил Пилос в Мессении, приведя из Мегариды лелегов, затем изгнан Нелеем и пеласгами и занял Пилос в Элиде.